# Pythagoras komma
Pythagoras komma, även pythagoreiskt komma, är inom musiken ett fenomen som betecknar skillnaden mellan 12 rena kvinter och 7 oktaver, en skillnad på närmare 1/4 liksvävande halvtonsteg.

## Härledning
En ren kvint har frekvensförhållandet 3/2 eftersom den återfinns mellan delton 2 och 3 i den harmoniska deltonserien. Om man staplar 12 rena kvinter på varandra kommer man till ett frekvensförhållande enligt nedan:
{\displaystyle \left({\frac {3}{2}}\right)^{12}=129,746337890625(exakt)}
En oktav har frekvensförhållandet 2/1. Om man staplar 7 oktaver på varandra kommer man till följande frekvensförhållande:
{\displaystyle \left({\frac {2}{1}}\right)^{7}=128}
Skillnaden mellan dessa resultat visar att man inte genom att använda sig av helt rena kvinter kan skapa ett tonsystem som går jämnt ut, det vill säga där den 12:e kvinten landar i utgångstonens 7:e oktav.
Skillnaden kallas för Pythagoras komma eller ett pythagoreiskt komma. Dess storlek kan härledas genom att från 12 rena kvinter dra bort 7 oktaver:
{\displaystyle \left({\frac {3}{2}}\right)^{12}\cdot \left({\frac {1}{2}}\right)^{7}={\frac {531441}{524288}}\approx {1,013643:1}}
Om man vill räkna ut kommat i cent kan det göras enligt följande:
{\displaystyle 1200\cdot \log _{2}\left({\frac {531441}{524288}}\right)\approx 23,46}
Vi kan också räkna ut det genom att utgå från intervallen i cent. En ren kvint är 702 cent. En oktav är 1200 cent. Från 12 rena kvinter drar vi bort 7 oktaver:
{\displaystyle (12\cdot 702)-(7\cdot 1200)=24}
Ett pythagoreiskt komma är alltså 24 cent.
Genom olika typer av kompromisser, så kallad temperering av tonsystemet, kan skillnaden, kommat, reduceras eller placeras i ett intervall som sällan används.